# 디노타샤 어드벤처
《디노타샤 어드벤처》(영어: Jurassic School 쥐라식 스쿨[*])는 2017년 미국의 코미디 드라마 가족 영화이다.

## 줄거리
과학을 좋아하는 12살 천재소년 토미는 과학대회 프로젝트를 준비하면서 새로운 유전자 복제 기술을 이용해 타조 알로 공룡을 부화시키는 데 성공한다. 토미는 아기 공룡에게 스파이크라는 이름도 지어주고 자기 방에 숨겨두지만 누나인 클로이가 공룡의 존재를 알게 된다. 토미와 클로이는 스파이크가 애완동물일 뿐만 아니라 좋은 친구라는 것을 알게 된다. 과학대회가 열리는 날, 스파이크는 집을 탈출해 토미의 학교로 오게 되고, 한바탕 소동이 일어난다. 그러나 비스타 테크에 근무하는 탐욕스러운 레이놀즈 박사는 토미의 연구와 연구 기금을 가로챌 생각에 스파이크를 잡아 가둔다. 결국 토미는 클로이를 비롯한 친구들과 함께 스파이크를 구출해내지만 스파이크는 산소부족으로 고통스러워한다. 가까스로 목숨을 건진 스파이크는 안전한 곳에서 지내게 된다.

## 출연진
- 가브리엘 베넷 - 토미 역
- 앰버 패티노 - 클로이 역
- 존 브리델 - 레이놀즈 박사 역
- 타마라 굿윈 - 해들리 역
- 제이 캐슬
- 로이 아브람손